# Carina Gerken Christiansen
Gölin Carina Gerken Christiansen, född 1961, är en svensk journalist och skribent, specialiserad på landsbygdens frågor, skogen, äganderätten, jakt och vilt.[källa behövs]
Carina Gerken Christiansen har studerat media och journalistik på Poppius journalistskola, Stockholms universitet och University of Alberta i Edmonton, Alberta i Kanada.[källa behövs] varefter hon var reporter på Ljusdals-Posten, Svenska dagbladet och Expressen,[källa behövs]
Jämsides med journalistik startade hon på 1980-talet företaget Djuragenturen som tillhandahöll djur för fotografering, drev 1990 med Björn Welander kampanjen Rädda Skansens elefanter i ett försök att rädda Elefanterna på Skansen kvar i Sverige.[källa behövs] Hon har i Kanada fött upp svenska varmblodshästar, och är en av idéskaparna bakom Rubster, en anatomisk massageborste för hästar.
Med sitt konsultföretag Chefakuten  var hon 2009-2015 kommunikationsstrateg för Handelsbanken Skog och lantbruk, verksam med deras etablering inom lantbrukssektorn och startade där tidningen Tillväxt.
2015 utgav hon och föreningen Naturbrukarnas ordförande Rickard Axdorff boken Växer blåbär i skogen? via sitt företag Wild Rose, med bland annat inlägg från förre statsministern, numera skogsägaren Göran Persson och docenten i agrarhistoria, Clas Tollin, och där man försökte balansera den bild av skogen som tidigare gavs av kulturjournalisten Maciej Zaremba i en artikelserie i Dagens Nyheter, vilken ledde till frustration hos Sveriges skogsägare som ansåg att de inte fått försvara sig, eller ha en röst i en debatt om skogsbruk ledd av Zaremba och kulturminister Alice Bah Kuhnke, utan några skogsägare inbjudna. 
Som kommunikationsansvarig vid Lantbrukarnas riksförbund skogsägarna 2016-2019,  lanserade hon med äganderättsexperten Björn Galant Det goda ägandet brett i bonderörelsen,  och fakta på bordet. .
Gerken Christiansen publicerar 2020 boken ut boken Vargen och statsmakten - så tappar politikerna greppet om vargen och landsbygden, en rapport från vargbygderna om vargfrågan och Varg i Skandinavien via sitt företag.  Där beskriver hon hur Naturvårdsverkets riktlinjer som bygger på lagar och paragrafer håller på att skapa en allvarlig klyfta mellan stad och land, och bland annat pekar på att om södra Sverige skulle ha samma vargtäthet som Gävleborg, vilket har Sveriges mest täta vargområde, skulle det motsvara 6 000 vargar. Hon jämför med Kanada, där hon bott i provinsen Alberta: 
| ” | Det finns en massa varg i Kanada, men där hörde man aldrig om något vargproblem. Det hände väl att någon djurägare blev av med något djur, men där har en markägare betydligt större befogenheter att skydda sin fastighet. Här är det till exempel väldigt komplicerat att få till beslut om skyddsjakt. | „ |

## Styrelseuppdrag
- Ledamot i kommunikationsbyrån Journalistgruppen JG AB (numera JG Communication), som arbetar med tidningsproduktion, PR och andra kommunikationstjänster.[källa behövs]